# Frankfurter Rundschau

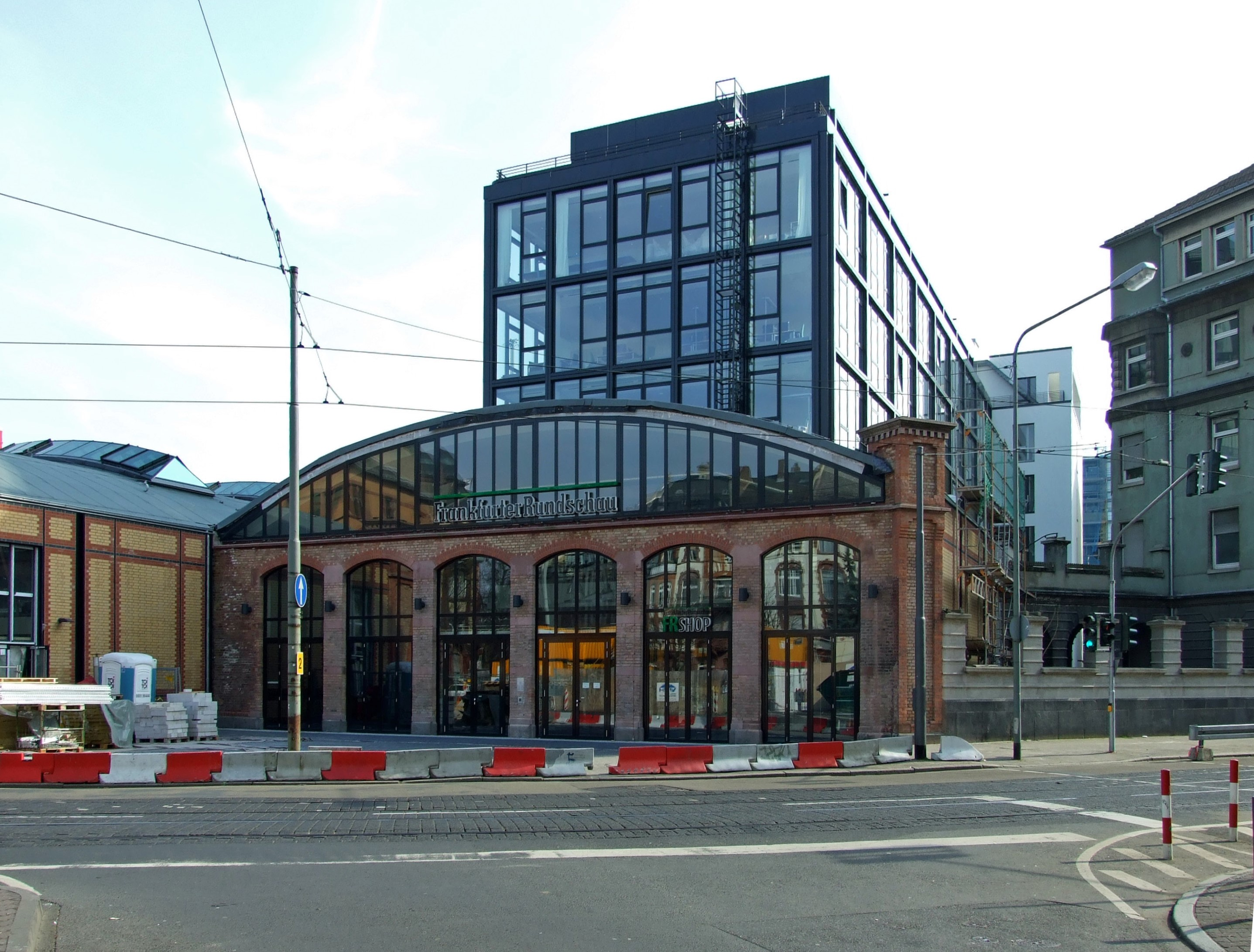
Rundschau-Haus

Frankfurter Rundschau – niemiecki dziennik zaliczany do nurtu lewicowo-liberalnego, wydawany w nakładzie około 190 tys. egzemplarzy. Gazeta została założona 1 sierpnia 1945 z polecenia amerykańskich władz okupacyjnych, aby propagować idee wolnościowe i wartości demokratyczne. 
Frankfurter Rundschau to druga licencjonowana gazeta wydawana w Niemczech po zakończeniu II wojny światowej. Lewicowo-liberalny Frankfurter Rundschau zaliczany jest obok konserwatywnej Frankfurter Allgemeine Zeitung i liberalnej Süddeutsche Zeitung do najważniejszych gazet opiniotwórczych w RFN.
Dziennik ogłosił upadłość 13 listopada 2012, główną przyczyną bankructwa było zmniejszenie się dochodów z reklam oraz stałe zmniejszanie się nakładu. Następnie w roku 2013 został przejęty przez Frankfurter Allgemeine Zeitung i Frankfurter Societaet (wydawca Neue Presse Frankfurter).